# Януш Панченко
Януш Олександрович Панченко (26 червня 1991, Херсон) — український дослідник ромського походження, спеціаліст з культури, історії та мови ромів, науковий працівник Інституту етнології Академії наук Чехії, експерт у складі Експертних рад Українського культурного фонду, член Консультативного органу фонду EVZ, громадський діяч, автор дитячих посібників для двомовного навчання, засновник молодіжного центру «Романо Тхан».

## Біографія
Народився у традиційній циганській сім'ї сервів, осілій у першому поколінні. Родина Панченків вела кочовий спосіб життя та переміщалась по всій території Південної України. Втім, після виходу указу Президії Верховної Ради СРСР 1956 року «Про залучення до праці циган, які займаються бродяжництвом», що забороняв кочовий спосіб життя, дідусь Януша осів у селищі Мала Олександрівка, а згодом переїхав до Каховки.
У 2016 році Януш закінчив Національний авіаційний університет, після чого отримав ступінь магістра у Херсонському державному університеті. З 2018 є аспірантом Запорізького національного університету зі спеціальності 032 — Історія та археологія (науковий керівник — д. і. н., проф. Андрєєв Віталій Миколайович). Також є випускником стипендіальної програми Ромського освітнього фонду.
У 2017 році заснував та очолив молодіжну ромську організацію СЦПК «Романо Тхан», діяльність якої переважно спрямована на підвищення доступності та покращення якості освіти серед ромських підлітків Херсонщини. У 2021 році разом з однодумцями почав створення ромського молодіжного центру з однойменною назвою «Романо Тхан». Ідею створення підтримав Міжнародний фонд «Відродження», яка в результаті увійшла до списку 60 найкращих ініціатив Фонду у 2021 році. «Романо Тхан» став першим в Україні та на пострадянському просторі ромським молодіжним центром. Але в результаті російського вторгнення в Україну та окупації Херсонщини центр був зламаний та зайнятий окупаційною армією. У 2025 році став співзасновником двох інших структур: Українського центру ромських студій при Херсонському державному університеті та німецької громадської організації «Українсько-ромський адвокаційний альянс» (АУРА).
Януш є одним із засновників літератури на діалекті волохів. Пише вірші, робить переклади світової й української поезії на влахицький діалект, для якого розробив кодифікацію на основі кирилиці. Нагороджувався першим та другим місцями на Міжнародному конкурсі ромської поезії й літературних перекладів ім. Броніслави Вайс у 2019 та 2020 роках. У 2023 році отримав нагороду ім. Рональда Лі за внесок у розвиток та збереження циганської мови. Брав участь у проєкті Дар'ї Трегубової «Дашачитає», в рамках якого разом із Дарією представили авторський вірш «1944» на романі. Працював соціальним педагогом у Каховській ЗОШ № 6, диктором на Шведському радіо та монітором у ОБСЄ.

## Основні праці

#### Книги
- Панченко Я. Словарь влахыцкого диалекта цыганского языка (ред. М. В. Ослон). (в роботі).

#### Переклади книг
- Kenneth N.Taylor. My first Bible in Pictures (Переклад на влахицький: Панченко Я.) – Sweden: IBS (International Bible Society) Europe, 2005. – p. 264.

#### Статті
- Valentin Zharonkin, Janush Panchenko, Igor Danylenko, Mykola Homanyuk, 2024. Decline in xenophobia towards Roma in Ukraine: An analysis of recent public opinion trends. Ekonomichna ta Sotsialna Geografiya / Економічна та соціальна географія, nr. 92, p. 104–113.
- Yanush Panchenko, Mykola Homanyuk. (2023). Servur'a and Krym'a (Crimean Roma) as indigenous peoples of Ukraine // Etnografia Polska, 67(1–2). p. 155-173.
- Mykola Homanyuk, Janush Panchenko, 2023. From a Pilfered Nail to a Stolen Tank: The Role of a Media Event in the Consolidation of the Ukrainian Political Nation // Dossier. #1. War, migration and memory, Berlin, Forum Transregionale Studien, 1/2021.
- Махотина И., Панченко Я. Традиционный костюм цыган-сэрвов и влахов // Scriptorium nostrum. — 2019. — No 1 (12). p. 254—267.
- Махотина И., Панченко Я. Традиционное жилище и элементы неоседлого быта цыган-влахов и сэрвов // Revista de etnologie și culturologie, 2019, Volumul XXVI. p. 22—30.
- Махотина И., Панченко Я. Календарная обрядность цыган-влахов и сэрвов во второй половине XX — начале XXI века // Revista de etnologie și culturologie, 2020, Volumul XXVII. p. 54—64.

##### Посібники та учбові матеріали
- Панченко Я., Махотина І., Дорохманов М., Адіной тай пістрой рроманес. — Дніпро: Середняк Т. К. — 36 c. (україномовна версія), (російськомовна версія).
- Дорохманов Н., Панченко Я., Махотина И., Чити ай скрии рроманес. — Днепр: Середняк Т. К. — 34 c.

#### Розділи книг
- Valentin Zharonkin, Janush Panchenko, Mykola Homanyuk, 2024. Ukrainian Roma: Facing the challenges of the Russian-Ukrainian war and displacement. In E. Muratova & N. Zasanska (Eds.), Minorities at War: Cultural Identity and Resilience in Ukraine. (Chapter 13, pp. 262-287). London: Routledge.
- А. В. Черных, К. А. Кожанов, Г. Н. Цветков, И. Ю. Махотина, Я. А. Панченко, 2018. Традиционное жилище, одежда, календарные праздники и обряды. В Н. Г. Деметер, А. В. Черных (Ред.), Цыгане. (Главы 6 и 9: стр. 218–233, 251–273, 336–360). Институт этнологии и антропологии им. Н. Н. Миклухо-Маклая РАН. Москва: Наука. 614 с. (Серия «Народы и культуры»).